# Georgios Poikilidis
Georgios Poikilidis (řecky Γεώργιος Ποικιλίδης; * 30. října 1961) je bývalý řecký reprezentant v zápase. Věnoval se jak zápasu řecko-římskému, tak volnému stylu. V roce 1980 startoval na olympijských hrách v Moskvě, kde v zápase řecko-římském v kategorii do 100 kg vybojoval páté místo. V roce 1984 na hrách v Los Angeles v zápase řecko-římském v kategorii do 100 kg vybojoval čtvrté místo a ve stejné váhové kategorii ve volném stylu šesté místo. V roce 1988 na hrách v Soulu vybojoval v zápase řecko-římském v kategorii do 90 kg osmé místo.
Zápasu se věnoval také jeho bratr Panagiotis.